# 21921 Camdenmiller
21921 Camdenmiller là một tiểu hành tinh vành đai chính với cận điểm quỹ đạo là 1.9836232 AU. Nó có độ lệch tâm là 0.1671605 và chu kỳ quỹ đạo là 1269.3023872 ngày (3.48 năm).
Caesar có vận tốc quỹ đạo trung bình là 19.66346981 km/s và độ nghiêng quỹ đạo là 4.81869°.
Nó được phát hiện ngày 3 tháng 11 năm 1999 bởi LINEAR.
Tiểu hành tinh này được đặt theo tên của Camden Yinhung Miller, người đã vào chung kết giải Cuộc thi nhà khoa học trẻ kênh Discovery Channel năm 2005.